# Mikosszéplak
Mikosszéplak is een plaats (község) en gemeente in het Hongaarse comitaat Vas. Mikosszéplak telt 335 inwoners (2001).